# Leonie von Hase
Leonie Charlotte von Hase (* 1985 in Windhoek, Südwestafrika) ist eine deutsch-namibische Schönheitskönigin. Sie wurde 2020 zur Miss Germany gewählt.

## Leben
Leonie von Hase wurde in eine deutschnamibische Familie geboren. Ihr Urgroßvater war Georg von Hase. Ihr in Kiel geborener Großvater Hans Jürgen von Hase (1911–2006) war von 1981 bis 1983 im Council of Ministers (Ministerrat), dem Vorläufer der Übergangsregierung der nationalen Einheit, unter Dirk Mudge Minister für Landwirtschaft, Wasserwesen, Verkehrswesen und Hochseefischerei von Südwestafrika. Ihr Vater Raimar von Hase war von 2004 bis 2008 Präsident des Berufsfarmerverbandes Namibia Agricultural Union und von 2008 bis 2018 des Karakul Board of Namibia.
Als jüngste von vier Töchtern wuchs sie auf der Swakarazucht-Farm ihrer Eltern nahe Uhlenhorst in der Region Hardap auf.
Nach dem Abitur an der Deutschen Höheren Privatschule Windhoek studierte sie im südafrikanischen Kapstadt Schauspiel, Medienwissenschaften und Englische Literatur und machte einen Abschluss in Creative Brand Strategy. Seit 2019 betreibt sie einen E-Shop für Second-Hand-Bekleidung und Vintage-Objekte.
2019 wurde Leonie von Hase Miss Schleswig-Holstein, im Februar 2020 wurde sie im Europa-Park in Rust, aus 16 Finalistinnen, zur Miss Germany 2020 gewählt. Sie hat einen Sohn und ist die erste Mutter, die diesen Titel erhielt, und mit 35 Jahren die bis dahin älteste Kandidatin, die zur Miss Germany gekürt wurde.